# Гамбург-Бланкенезе
Бланкенезе (нім. Blankenese) — частина району Альтона вільного та ганзейського міста Гамбург. До 1938 року це був незалежний муніципалітет у регіоні Гольштейн. Розташований на правому березі річки Ельба. Відноситься до передмість Ельби (нім. Elbvororte). З населенням 13 637 осіб станом на 2020 рік сьогодні він широко відомий як один із найзаможніших районів Гамбурга.